# Feliks Przysiecki

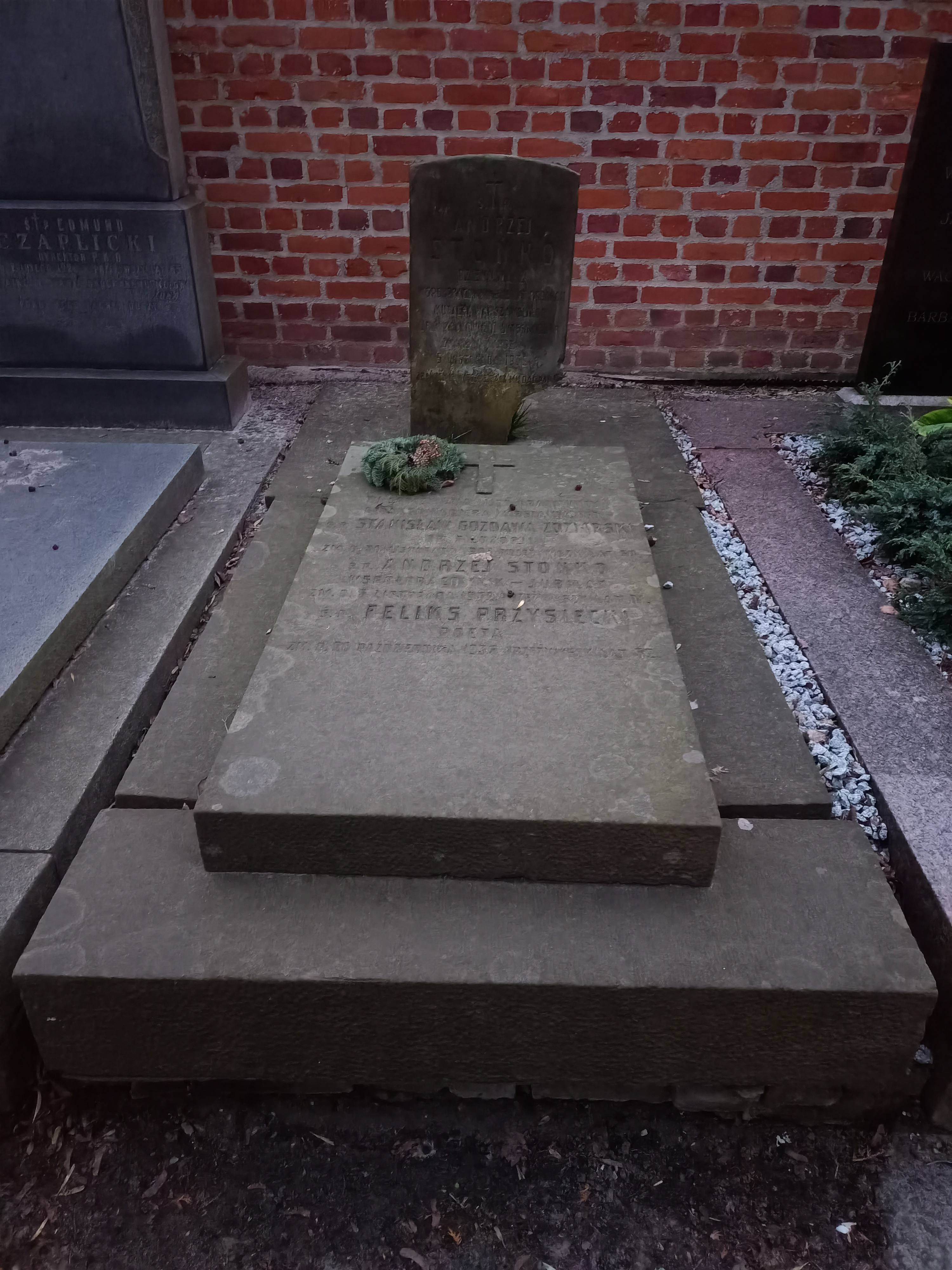
Grób Feliksa Przysieckiego na cmentarzu Powązkowskim

Feliks Przysiecki (ur. 1883 w Sypniach na Litwie, zm. 20 października 1935 w Otwocku) – polski poeta i dziennikarz, związany z grupą Skamander.

## Życiorys
Dzieciństwo spędził we Lwowie. W latach 1896–1899 uczęszczał tam do V Gimnazjum. Studiował filozofię na Uniwersytecie Lwowskim, studiów nie ukończył. W latach 1906–1908 był współpracownikiem Kuriera Lwowskiego, od 1914 roku był w redakcji Wieku Nowego. Po wojnie zamieszkał Warszawie, pracował jako sprawozdawca parlamentarny Kuriera Warszawskiego. Debiutował w miesięczniku Teka, był związany także z miesięcznikiem Pro arte et studio, uczestniczył w spotkaniach kawiarni Pod Picadorem. Spoczywa na cmentarzu Powązkowskim w Warszawie (grób 72 pod murem ul. Tatarskiej).

## Publikacje
- Rządy rosyjskie w Galicyi Wschodniej (publicystyka), 1915;
- Śpiew w ciemnościach (poezje), 1921;
- Wiersze, 1989.